# Sybra femoralis
Sybra femoralis là một loài bọ cánh cứng trong họ Cerambycidae.